# نغوين تان هاي
نغوين تان هاي (بالفيتنامية: Nguyễn Thanh Hải) هو لاعب كرة قدم فيتنامي في مركز الوسط، ولد في 26 نوفمبر 1988 في فيتنام. لعب مع نادي إس إتش بي دا نانغ.

## وصلات خارجية
- نغوين تان هاي على موقع قاعدة بيانات كرة القدم.إي يو (الإنجليزية)
- نغوين تان هاي على موقع Soccerway.com (الإنجليزية)